# Gallotia goliath
Gallotia goliath (лат.) — вымерший вид настоящих ящериц (Lacertidae) рода канарские ящерицы, эндемик острова Тенерифе (Канарские острова, Испания). Эта рептилия исчезла после прибытия на остров людей. Как полагают, она вырастала не менее чем до 0,9 метра в длину. Вид описан немецким герпетологом Робертом Мертенсом. Окаменелости этой ящерицы были найдены в вулканических пещерах, где они часто соседствуют с окаменелостями других животных, таких как Canariomys bravoi.

## Классификация
Остатки доисторических канарских ящериц были отнесены к таксонам G. maxima и G. goliath, причем первые предположительно встречались только на Тенерифе, а вторые — на нескольких островах. Однако в конце концов было установлено, что G. maxima является младшим синонимом G. goliath, и что последний был близок к ящерице Симона (Gallotia simonyi); предполагаемые экземпляры G. goliath из Эль-Йерро, Ла-Гомеры и Ла-Пальмы (из Куэвас-де-лос-Мурсьелагос), вероятно, являются просто чрезвычайно крупными особями, соответственно, канарских ящериц Эль-Йерро и Ла-Гомера (Gallotia bravoana) и Ла-Пальма (Gallotia auaritae). Основываясь на анализе ДНК мумифицированных останков, G. goliath является допустимым видом, который, вероятно, был эндемиком Тенерифе и, по-видимому, был ближе к Gallotia intermedia, чем к Gallotia bravoana.

## Описание
G. goliath была самой крупной рептилией на Канарских островах, достигая в длину от 120 до 125 см, но, судя по находке черепа длиной 13,5 см в 1952 году, могли быть ещё более крупные экземпляры. Эти гигантские ящерицы населяли прибрежные низменности острова.

## Исчезновение
Вид населял Тенерифе с позднего плейстоцена через голоцен до XV века нашей эры. Костные останки этого вида были обнаружены в различных археологических памятниках со следами, свидетельствующими о том, что они были съедены аборигенами острова (гуанчи). Есть письменные документы о его существовании в пятнадцатом веке, поэтому его исчезновение должно было произойти в годы после завоевания Канарских островов кастильцами.

## Иллюстрации

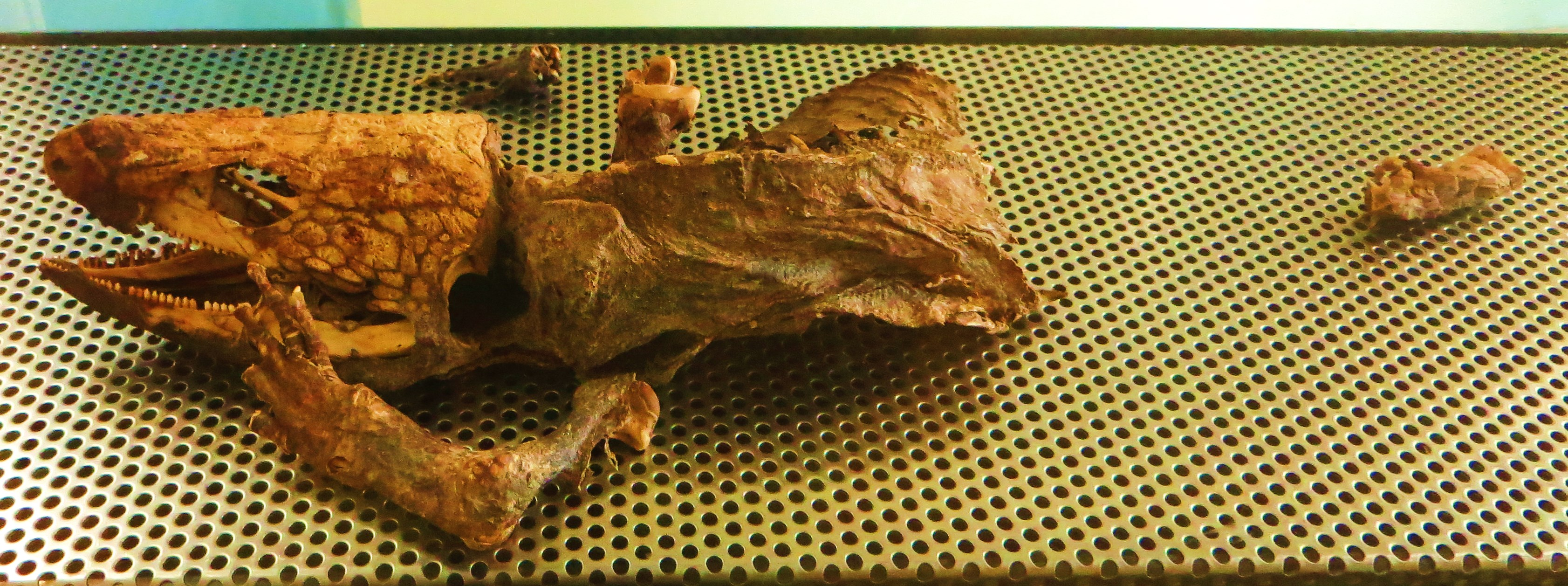
Мумия в Музее природы и человека
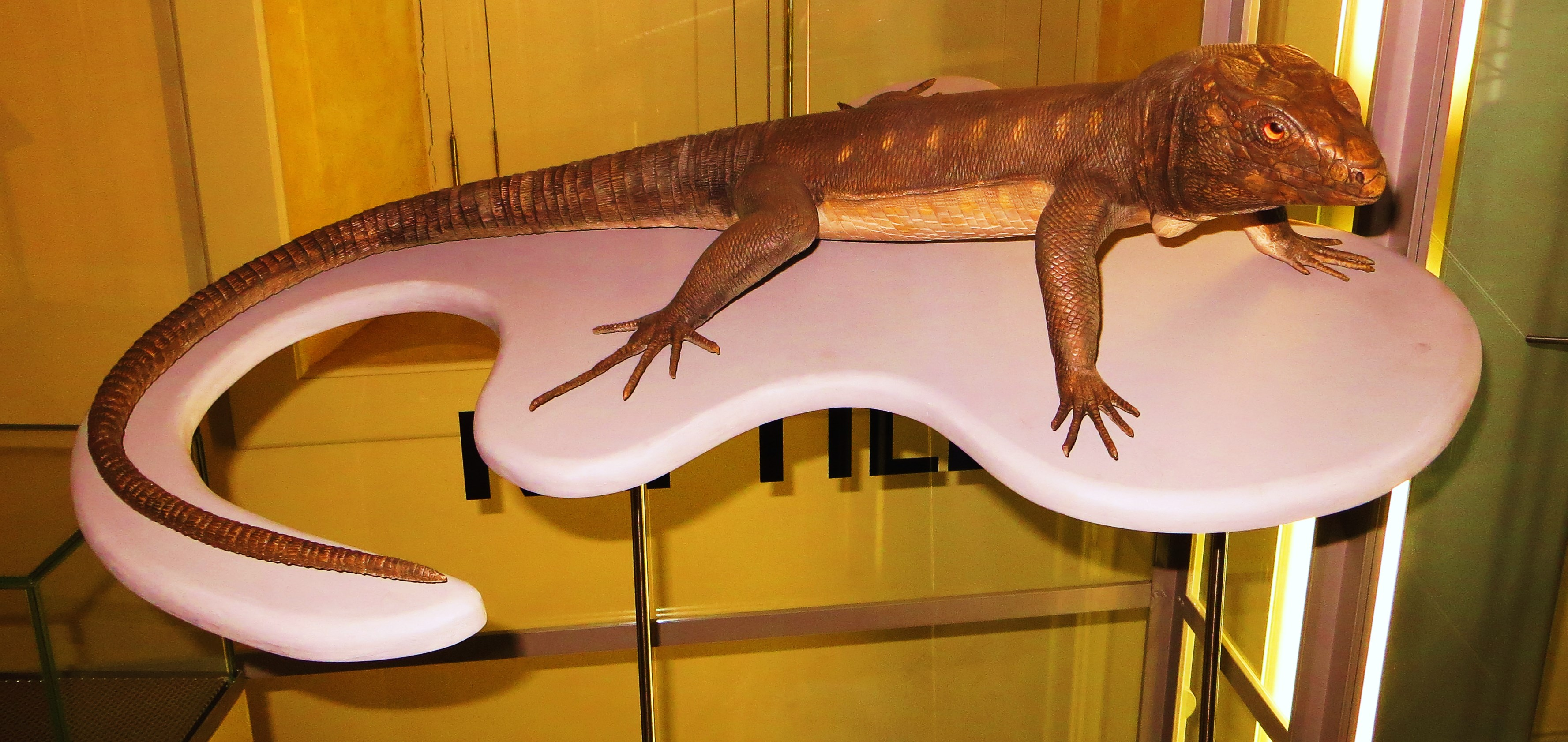
Модель в Музее природы и человека
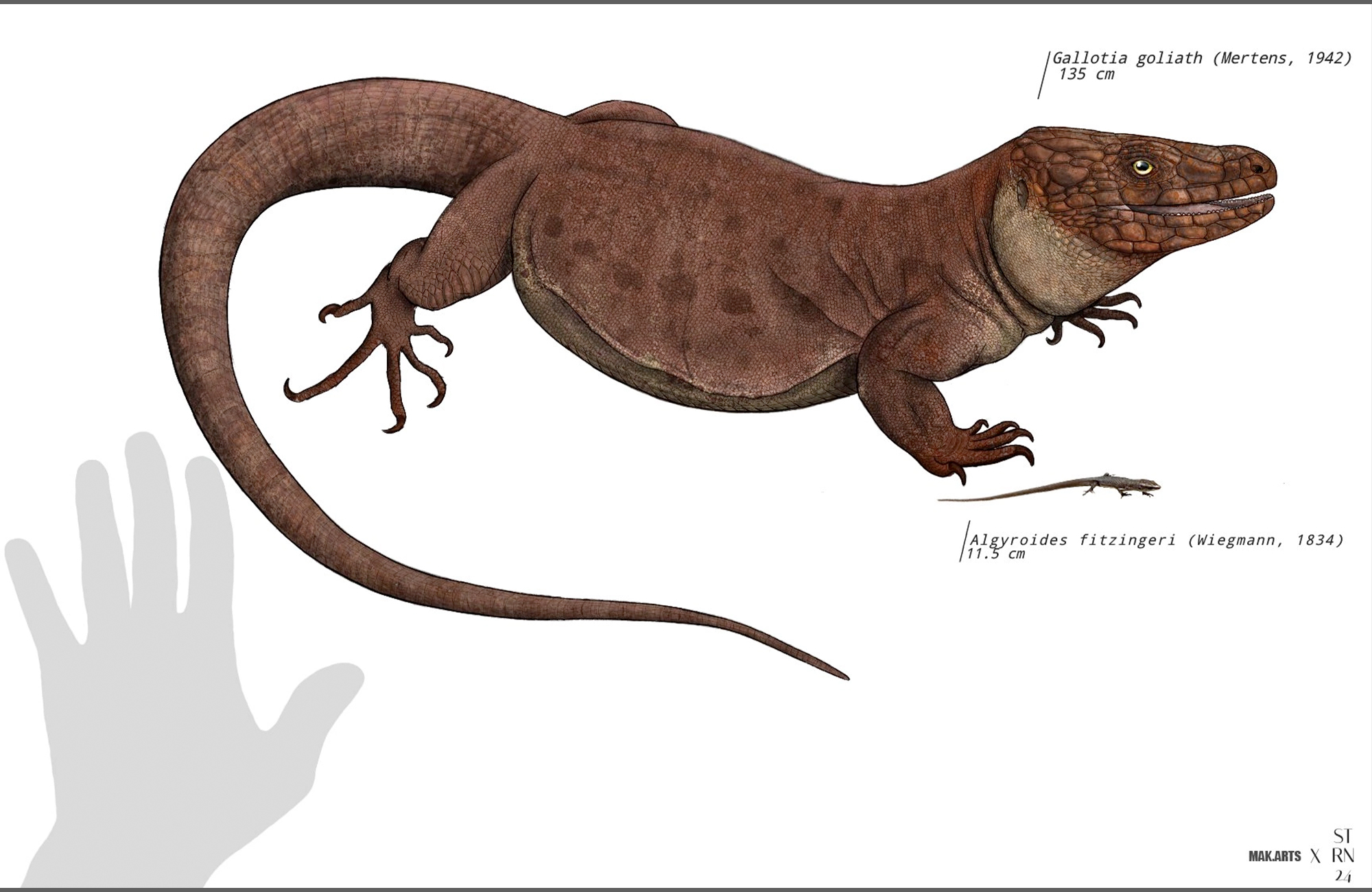